# آنتازولین
آنتازولین (انگلیسی: Antazoline) یک آنتی هیستامین نسل اول با خواص آنتی کولینرژیک است که برای تسکین احتقان بینی و در قطره‌های چشمی، معمولاً در ترکیب با نفازولین، برای تسکین علائم ورم ملتحمه آلرژیک استفاده می‌شود. برای درمان ورم ملتحمه آلرژیک، آنتازولین را می‌توان در محلول با تتریزولین ترکیب کرد. این دارو یک آنتاگونیست گیرنده هیستامین H1 است: به طور انتخابی به گیرنده متصل می‌شود، اما آن را فعال نمی‌کند، در نتیجه عملکرد هیستامین درون‌زا را مسدود می‌کند و متعاقباً منجر به تسکین موقت علائم منفی ناشی از هیستامین می‌شود.